# Ходжабекян, Владимир Егишевич
Владимир Егишевич Ходжабекян (арм. Վլադիմիր Եղիշի Խոջաբեկյան; 1929—2012) — советский и армянский учёный и педагог в области экономики, доктор экономических наук, профессор, член-корреспондент Академии наук Армянской ССР (1982), действительный член Академии наук Армении (1994). Директор  Института экономики имени М. Котаняна АН Армении (2000—2006).

## Биография
Родился 2 марта 1929 в селе Чахрлу, Армянской ССР.
С 1949 по 1954 год обучался на экономическом факультете Ереванского государственного университета. 
С 1955 по 1960 год на издательской работе в Армгосиздате в качестве  политического редактора. С 1955 по 1966 год на педагогической работе в Ереванском государственном университете на преподавательских должностях. С 1967 по 1972 год на педагогической работе в  Ереванском сельскохозяйственном институте на преподавательских должностях. С 1976 по 1980 и с 1993 по 1998 год на педагогической работе в Ереванском институте народного хозяйства и одновременно с 1973 по 1983 год в Ереванском государственном художественно-театральном институте в качестве профессора этих институтов.
С 1960 года одновременно с педагогической занимался и научной работой в Институте экономики имени М. Котаняна АН АрмССР — НАН Армении в должностях: с 1960 по 1963 год — старший научный сотрудник, с 1963 по 1967 год — учёный секретарь, с 1967 по 1992 год — заведующий отделом и одновременно с 1983 по 2000 год являлся заместителем директора этого института, с 1992 года — руководитель научной группы и одновременно с 2000 по 2006 год — директор этого института. С 2006 по 2012 год являлся советником директора этого института.

### Научно-педагогическая деятельность и вклад в науку
Основная научно-педагогическая деятельность В. Е. Ходжабекяна была связана с вопросами в области экономики, социально-экономических прогнозов, теории и практике вопросов формирования рабочего рынка, урбанизации и перепроизводства трудовых ресурсов, вопросов населения, его занятости и выявления тенденций миграции. В. Е. Ходжабекян в 1999 году был избран действительным членом Международной академии по исследованию проблем национальной безопасности.
В 1957 году защитил кандидатскую диссертацию, в 1976 году защитил докторскую диссертацию на соискание учёной степени доктор экономических наук по теме: «Проблемы формирования и использования трудовых ресурсов в Армянской ССР». В 1977 году ему присвоено учёное звание профессор. В 1982 году был избран член-корреспондентом Академии наук Армянской ССР, в 1994 году он был избран — действительным членом НАН Армении.  В. Е. Ходжабекяном было написано более ста научных работ, в том числе научных работ опубликованных в ведущих научных журналах.

## Основные труды
- Проблемы формирования и использования трудовых ресурсов в Армянской ССР. - Ереван, 1974. - 422 с.
- Население Армянской ССР и современные проблемы воспроизводства трудовых ресурсов / АН Арм. ССР. Ин-т экономики. - Ереван : Изд-во АН АрмССР, 1976. - 345 с.
- Демографические проблемы и воспроизводство трудовых ресурсов / В. Е. Ходжабекян, Ю. Вазе, Р. Шефер. - Ереван : Изд-во АН АрмССР, 1983. - 282 с.
- Бедствие и думы : [О ликвидации последствий декабрьского 1988 г. землетрясения в Армении] / В. Е. Ходжабекян. - Ереван : Айастан, 1989. - 94 с. ISBN 5-540-00820-0
- Демографические аспекты урбанизации в Армянской ССР / Владимир Ходжабекян, Баграт Асатрян; АН АрмССР, Ин-т экономики. - Ереван : Изд-во АН АрмССР, 1990. - 187 с. ISBN 5-8080-0046-7
- Հայաստանի բնակչության վերարտադրությունը և տեղաշարժերը : XIX-XX դարերում XXI դարի շեմին / Վ. Ե. Խոջաբեկյան ; ՀՀ ԳԱԱ ; Մ. Քոթանյանի անվան տնտեսագիտության ինստիտուտ. - Երևան : Գիտություն, 2001. - 526 с.  ISBN 5-8080-0001-7
- Regularities of the demographic processes in Armenia = Закономерности демографических процессов в Армении : in the 19th a. 20th cent. a. at the threshold of the 21st cent. / Vladimir E. Khojabekyan ; the Nat. acad. of sciences of the Rep. of Armenia, Inst. of economics after M. Kotanyan ; [transl. by E. L. Danielyan]. - Erevan, 2004. - 373 с.  ISBN 5-8080-0569-8
- Демография и проблемы занятости в Армении : с начала XIX века до середины XXI / В. Е. Ходжабекян ; Нац. акад. наук Республики Армения, Ин-т экономики им. М. Котаняна. - Ереван : Гитутюн, 2006. - 505 с. ISBN 5-8080-0629-5[3]